# Офис-менеджер
Офис-менеджер — сотрудник, обеспечивающий текущую работу офиса организации.
Офис-менеджер организует снабжение офиса канцтоварами и другими расходными материалами, контролирует рабочее состояние офисной техники, а также обычно выполняет те или иные секретарские обязанности: регистрирует корреспонденцию, распределяет документацию по отделам, ведет учет звонков и обращений, встречает посетителей, организует совещания и т. п.